# Dialium schlechteri
Dialium schlechteri är en ärtväxtart som beskrevs av Hermann August Theodor Harms. Dialium schlechteri ingår i släktet Dialium och familjen ärtväxter. Inga underarter finns listade i Catalogue of Life.